# Svartvit tangara
Svartvit tangara (Conothraupis speculigera) är en fågel i familjen tangaror inom ordningen tättingar.

## Utseende
Svartvit tangara är en udda tangara som mer påminner om en jättelik frötangara än något annat. Hanen är mycket karakterisitisk med svart huvud, ovansida och bröst, vit undersida och en vit fläck på vingen. Jämfört med frötangaror är den tydligt större, med längre och tunnare näbb. Honan är smutsigt grönaktig, med ljusgul buk som är lätt streckad i olivgrönt.

## Utbredning och systematik
Fågeln förekommer lokalt från västra Ecuador till nordvästra Peru, östra Peru, nordvästra Bolivia. Den behandlas som monotypisk, det vill säga att den inte delas in i några underarter.

## Status
Arten har ett stort utbredningsområde och beståndet anses vara stabilt. Internationella naturvårdsunionen IUCN listar den därför som livskraftig (LC).

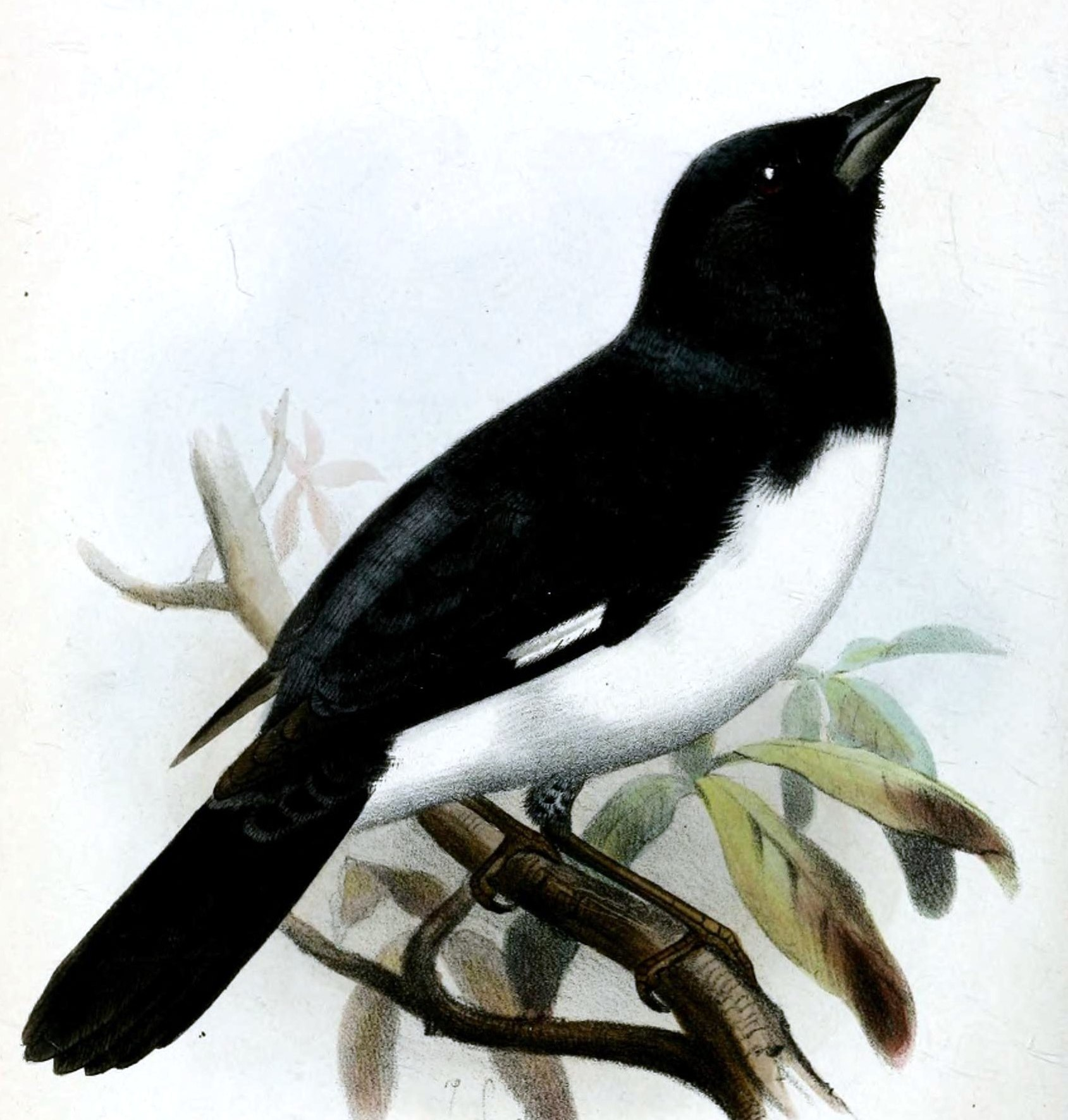